# Hositea punctigera
Hositea punctigera là một loài bướm đêm trong họ Crambidae.